# フィリピン・デイリー・インクワイアラー
『フィリピン・デイリー・インクワイアラー』(Philippine Daily Inquirer、PDI) は、単に『インクワイアラー』(Inquirer) と言及されることもある、フィリピンの英字新聞。1985年に創刊されたこの新聞は、しばしばフィリピンにおける記録の新聞とされる。この新聞は、フィリピンにおいて、最も数多く賞を受賞しているブロードシート判の新聞であり、様々なメディアに及ぶグループである インクワイアラー・グループは、各種の媒体を通して、5400万人に到達しているとされる。

## 歴史
『フィリピン・デイリー・インクワイアラー』は、1985年12月9日に、発行人ユージニア・D・アポストルとコラムニストのマックス・ソリベンが、ベティ・ゴ＝ベルモンテとともに、フェルディナンド・マルコス大統領の政権末期に創刊し、マルコス政権下で創刊された、最も早い時期の民間新聞のひとつとなった。
『インクワイアラー』は、週刊で発行されていた『フィリピン・インクワイアラー (Philippine Inquirer)』の後継紙であり、この週刊紙は、1983年8月21日にマニラ国際空港で野党指導者だったニノイ・アキノが暗殺された事件に連座したとして起訴された25人の兵士たちの裁判について報道するために、1985年にアポストルが創刊したものであった。アポストルは他にも、マルコス政権に反対する内容のタブロイド判の週刊誌『Mr. & Ms. Special Edition』も刊行していた。

### ベルトラン時代（1985年 - 1989年）
いずれも週刊であった『Mr. & Ms. Special Edition』と『Philippine Inquirer』の後継紙として、『インクワイアラー』紙は、100万フィリピン・ペソの予算で創刊され、初期から毎日 30,000部を発行し好調な滑り出しを見せた。この新しい日刊紙は、マニラの港湾地区であるポート・エリアの13丁目 (13th street) とレイルロード通り (Railroad street) の交差点にあったスター・ビルディング (Star Building) という荒廃した平屋の建物に、入居していた。100平行メートルほどのニュースルームでは、編集者、記者、通信員、写真担当、その他の編集関係者など40人ほどが働いていた。コラムニストのルーイー・ベルトランが編集長に任命されていた。
1986年フィリピン大統領選挙に際して、この新聞はコラソン・アキノの運動を記録して伝える媒体となり、また、1986年のピープルパワー革命（エドゥサ革命）の際も同様であった。この新聞のスローガンは「Balanced News, Fearless Views（均衡あるニュース、恐れない見解）」であるが、これは、創刊直後のひと月の間におこなわれたスローガンを募集するコンテストを経て、1986年1月から掲げられるようになったものである。この初期においては、最も多い時で、発行部数は1日あたり50万部に達していた。
1986年7月、財政面で疑念や、優先事項の不一致から創設メンバーの間に亀裂が生じ、ベルモンテ、ソリベンと、アート・ボージャル (Art Borjal) が『インクワイアラー』紙を離れ、『ザ・フィリピン・スター (The Philippine Star)』紙を創刊した。『インクワイアラー』紙が本社を置いていたスター・ビルディングは、ベルモンテの所有物件だったため、『インクワイアラー』紙は平和裡に、イントラムロスのアドゥアナ通り (Aduana Street) にソリベンが所有していた、BFコンドミニアム (BF Condominium) へと移転した。

### パスクアル時代（1989年 - 1991年）
1987年2月、『デイリー・エクスプレス (Daily Express)』紙の元副編集長だったフェデリコ・D・パスクアル (Federico D. Pascual) が、『インクワイアラー』紙の執行編集者 (executive editor) に指名され、2年後には編集長となった。彼が在職していた1990年に、『インクワイアラー』紙は『マニラ・ブレティン (Manila Bulletin)』紙を抜いて、フィリピン最大の発行部数をもつ新聞となった。
ところが、1990年7月に発生したルソン島地震（バギオ大地震）によって、イントラムロスの『インクワイアラー』紙本社は、被害を被った。同紙は1991年1月5日に、マラテの国際連合大通り (United Nations Avenue) とロムアルデス通り (Romualdez Street) の角にあるYICビルディング (YIC building) へ移転した。

### ヒメネス＝マグサノク時代（1991年 - 2015年）

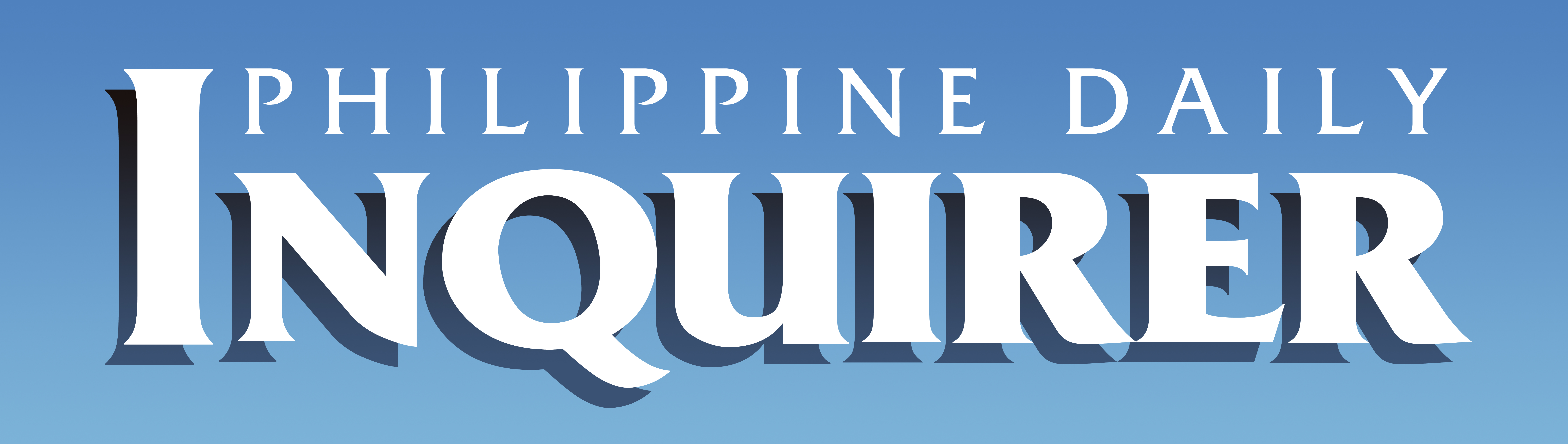
2016年の再刊以前に使用されていた『インクワイアラー』紙のロゴ。

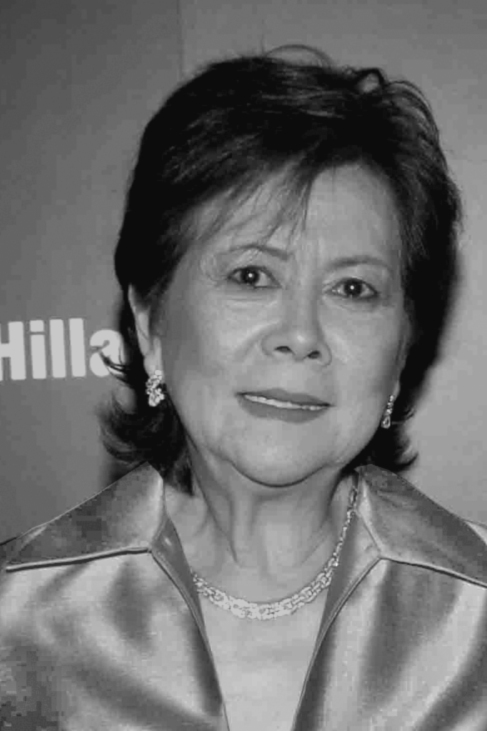
1991年から死去した2015年まで、『インクワイアラー』紙の編集長を務めたレティ・ヒメネス・マグサノク。2011年撮影。

『インクワイアラー』紙の編集長を最も長く務め、また最初の女性編集長でもあったのは、亡くなったレティ・ヒメネス・マグサノクで、着任は1991年6月14日であった。それ以前の彼女は、『マニラ・ブレティン』紙の前身であった『ブレティン・トゥデイ (Bulletin Today)』紙の日曜版雑誌『パノラマ (Panorama)』のコラムニスト、編集者を務めていたが、マルコスをからかう記事を書いたことで、クビになっていた。マルコス政権の崩壊まで、彼女は『Mr. & Ms. Special Edition』の編集に携わっていた。彼女は『Sunday Inquirer Magazine』の初代編集長でもあった。
彼女が在職中の1995年1月12日に、『インクワイアラー』紙は、4度の移転を経て、現行のマカティの本社に移った。
大統領となったジョセフ・エストラーダは、『インクワイアラー』紙について、「偏見、悪意、捏造」だと指弾した。1999年、政府関係の組織やエストラーダ支持派の企業、映画プロデューサーなどが、一斉に『インクワイアラー』紙から新聞広告を引き揚げ、5か月にわたってボイコットを続けた。マラカニアン宮殿（大統領府）は、この広告ボイコットに広く関わっていたが、発行人のイサガニ・ヤムボットは、これを報道の自由への攻撃だとして糾弾した。
2017年、AGBニールセン・フィリピンが実施した調査によると、『インクワイアラー』紙は、フィリピンにおいて最も広く読まれている新聞とされた。これに続く第2位は『マニラ・ブレティン』紙、第3位は『ザ・フィリピン・スター』紙であった。マグサノクは、タギッグの聖ルカ医療センターで2015年12月24日に死去した。死から1か月後、ヒメネス＝マグサノクは、『インクワイアラー』紙から「2015年今年のフィリピン人 (the Filipino of the Year 2015)」に認定された。

### ノラスコ時代（2016年 - 2018年）

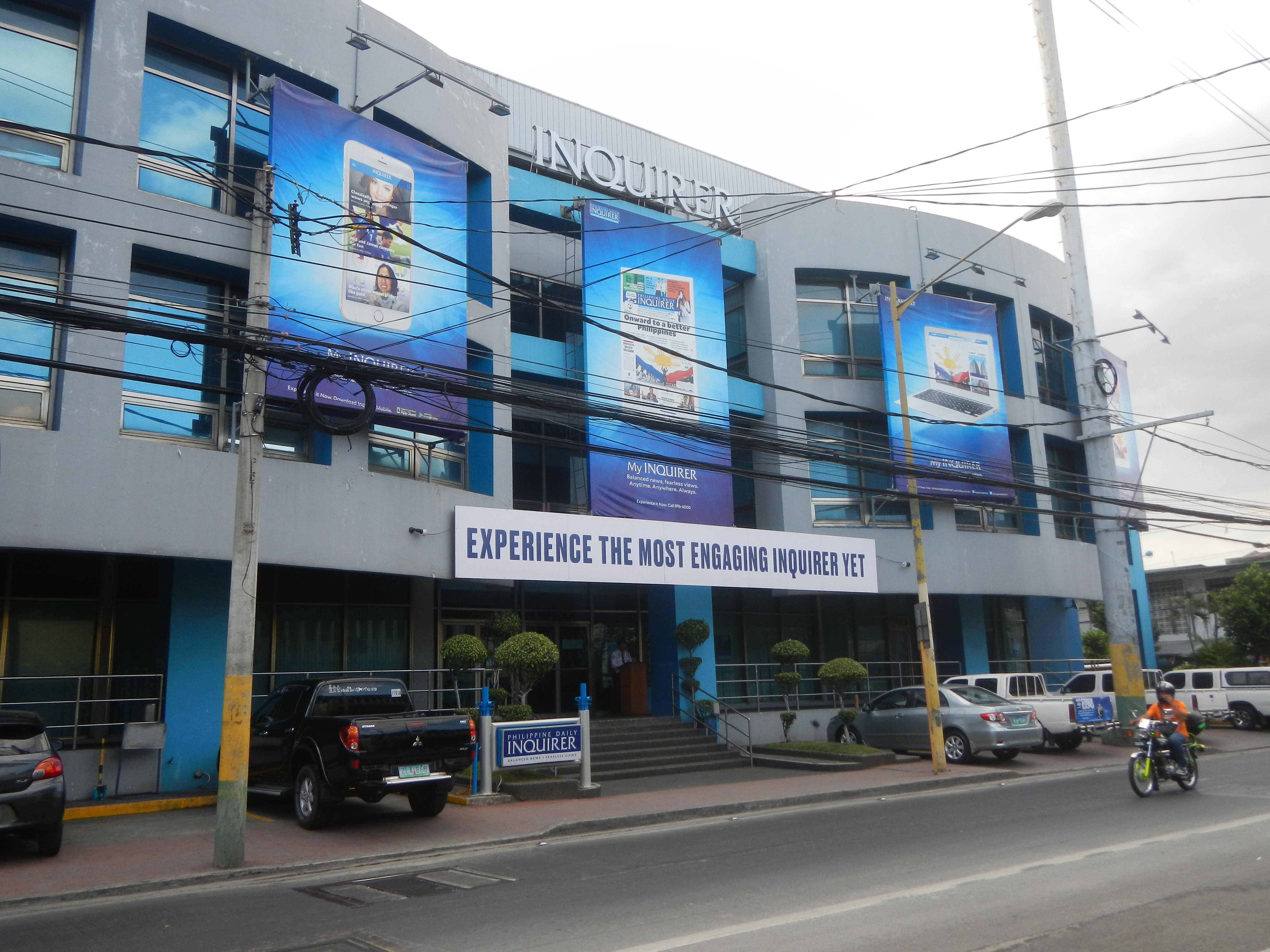
マカティにある、フィリピン・デイリー・インクワイアラー本社。

2016年2月2日、『インクワイアラー』紙は、経営編集者のホセ・マ・ノラスコ (Jose Ma. Nolasco) を、従来から30年以上も使ってきたの編集長 (editor-in-chief) に代えて、執行編集者 (executive editor) という同紙の新しい役職に就けた。
2024年10月1日、『インクワイアラー』紙は、それまでの娯楽 (Entertainment) 欄を、ライフスタイル (Lifestyle) 欄に統合した。

## 読者

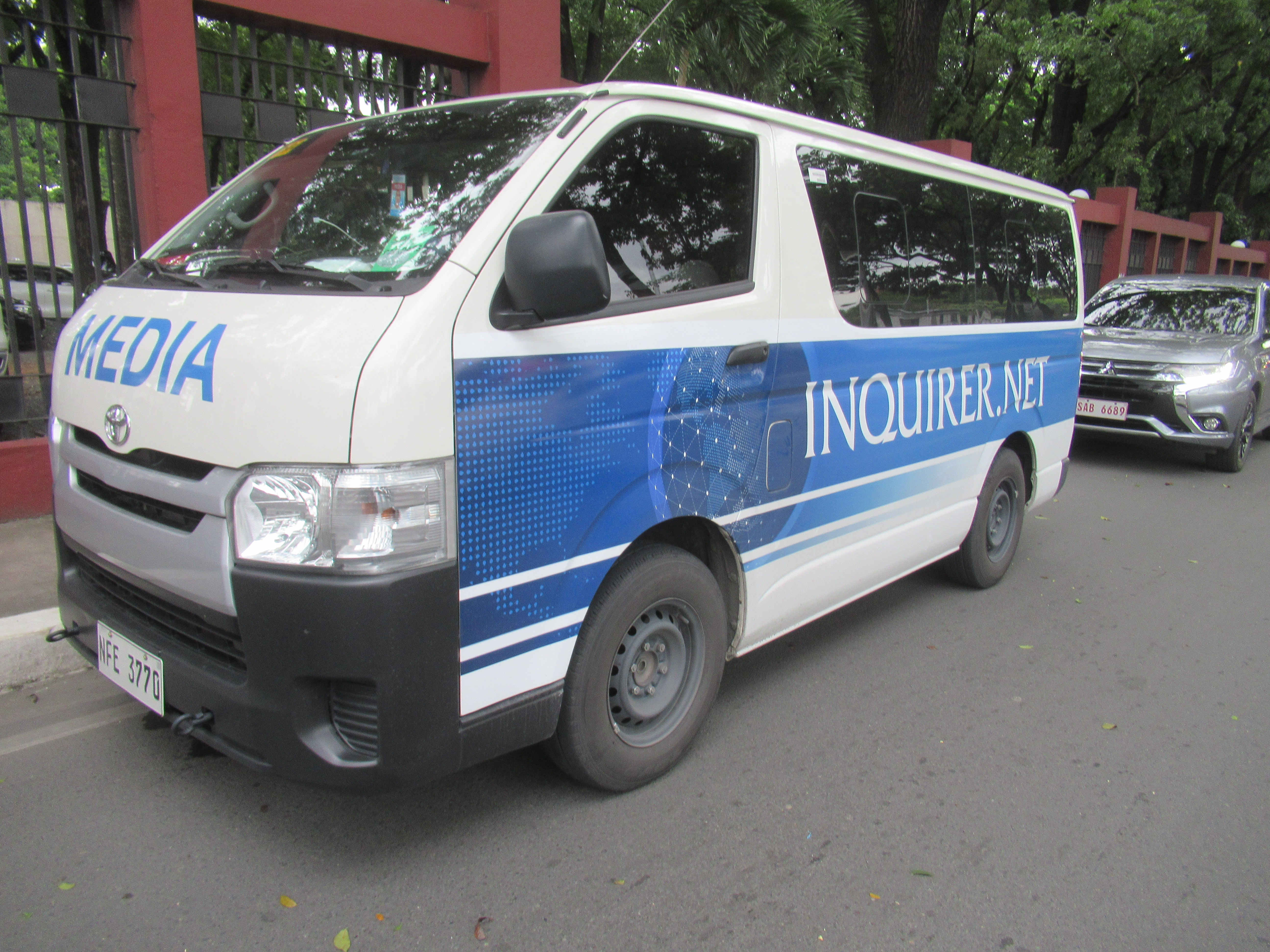
『インクワイアラー』紙の放送用車両。

『インクワイアラー』紙は、270万人以上の読者が全国にいる日刊紙であり、市場占拠率は50パーセントを超え、読者調査の首位に立っているという。

## 評判
『フィリピン・デイリー・インクワイアラー』は、2022年の時点で、フィリピン人に信頼されているニュース源のひとつと考えられており、ロイター研究所によれば、信頼度は65パーセントに上るという。ロイター研究所による2023年のデジタル・ニュース・レポート (the 2023 Digital News Report) によると、信頼性は68パーセントに上がり、フィリピンにおける最も信頼されるブロードシート判新聞となっている。この調査によると、『インクワイアラー』紙は、28パーセントの回答者が週に1回以上手にし、13パーセントは週に3回以上読むとされ、フィリピンにおいて最もよく読まれている新聞になっているという。オンラインでの到達度を見ると、36パーセントの回答者が、オンライン版を読んでおり、20パーセントは週に3回以上オンライン版を読むとしており、GMAネットワーク、ABS-CBNに次ぐ第3位となっている。
少なくとも2点の作品が、『インクワイアラー』紙をフィリピンの記録の新聞であると評しているが、これは批判的文脈においてのことである。『ザ・マニラ・タイムズ (The Manila Times)』紙は、『インクワイアラー』紙を批判して、「発表は...気の抜けた、何も考えていない立場 (publish[ing] ... vapid, unthinking positions)」のものであり、「良くても、非難されて当然 (reprehensible, at best)」だと述べている。2014年には、GMAニュースが、『インクワイアラー』紙を事実上の (de facto)記録の新聞だとした上で、「この特別な歴史は、同紙が崩壊し始めていると述べる際に、痛みを重ねるものでしかない。 (This distinguished history only makes it more painful to say that the paper is starting to suck.)」と述べている。